# Флаг Эрё

Флаг Эрё

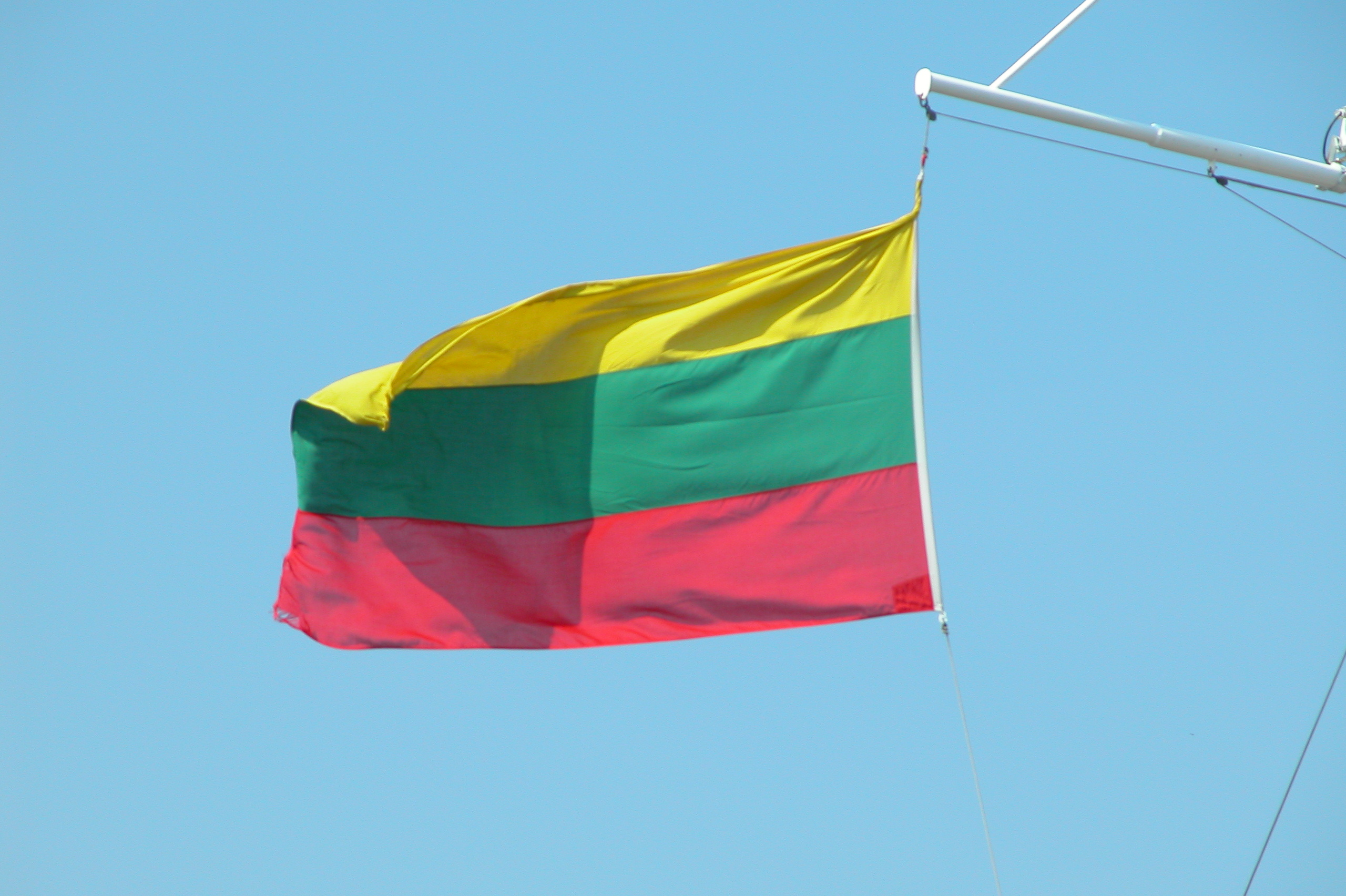
Флаг Эрё

Флаг Эрё — неофициальный флаг острова Эрё. Во флаге присутствуют три цвета: жёлтый, зелёный, красный.
Красный и жёлтый цвета символизируют знамя герцога Кристиана, двоюродного брата Кристиана IV. Зелёный цвет символизирует зелёный остров Эрё. Флаг предположительно был создан между 1622 и 1633 годами князем Кристианом.
В 2015 году министр туризма Эрё представил публике обновленный флаг острова, который был разработан совместно с музеем Эрё, и во многом основан на исторической модели: на почти квадратном полотнище трижды расположены девять горизонтальных полос, чередующихся жёлтого, зелёного и красного цветов. Новый дизайн сразу же столкнулся с критикой, в том числе со стороны директора Морского музея в Марстале.